# Красный Октябрь (Алексеевский район)
Кра́сный Октя́брь — посёлок в Алексеевском районе Волгоградской области России. Административный центр Краснооктябрьского сельского поселения.

## География
Посёлок расположен на севере района, в 24 км севернее станицы Алексеевская, у границы с Новоаннинским районом, на дороге «Новоаннинский—Красный Октябрь». В 27 км северо-восточнее расположена железнодорожная станция Филоново (Новоаннинский) на линии «Волгоград—Москва».

## Население
| 2010 |
| ---- |
| 895  |

### Известные жители
- Закачурин, Александр Васильевич (1925—1997) — Герой Социалистического Труда (1971).
- Матрёничев, Пётр Владимирович (р. 1985) — российский баянист, певец.
- Щеглеватых, Иван Михайлович (1907—1982) — агроном зерносовхоза «Красный Октябрь» с 1946 года, Герой Социалистического Труда (1948).

## Инфраструктура
В посёлке находятся средняя образовательная школа, медучреждение. Посёлок газифицирован, дорога асфальтированная.
На востоке от посёлка есть пруд (в балке Зряньевка).

Поселок Красный Октябрь
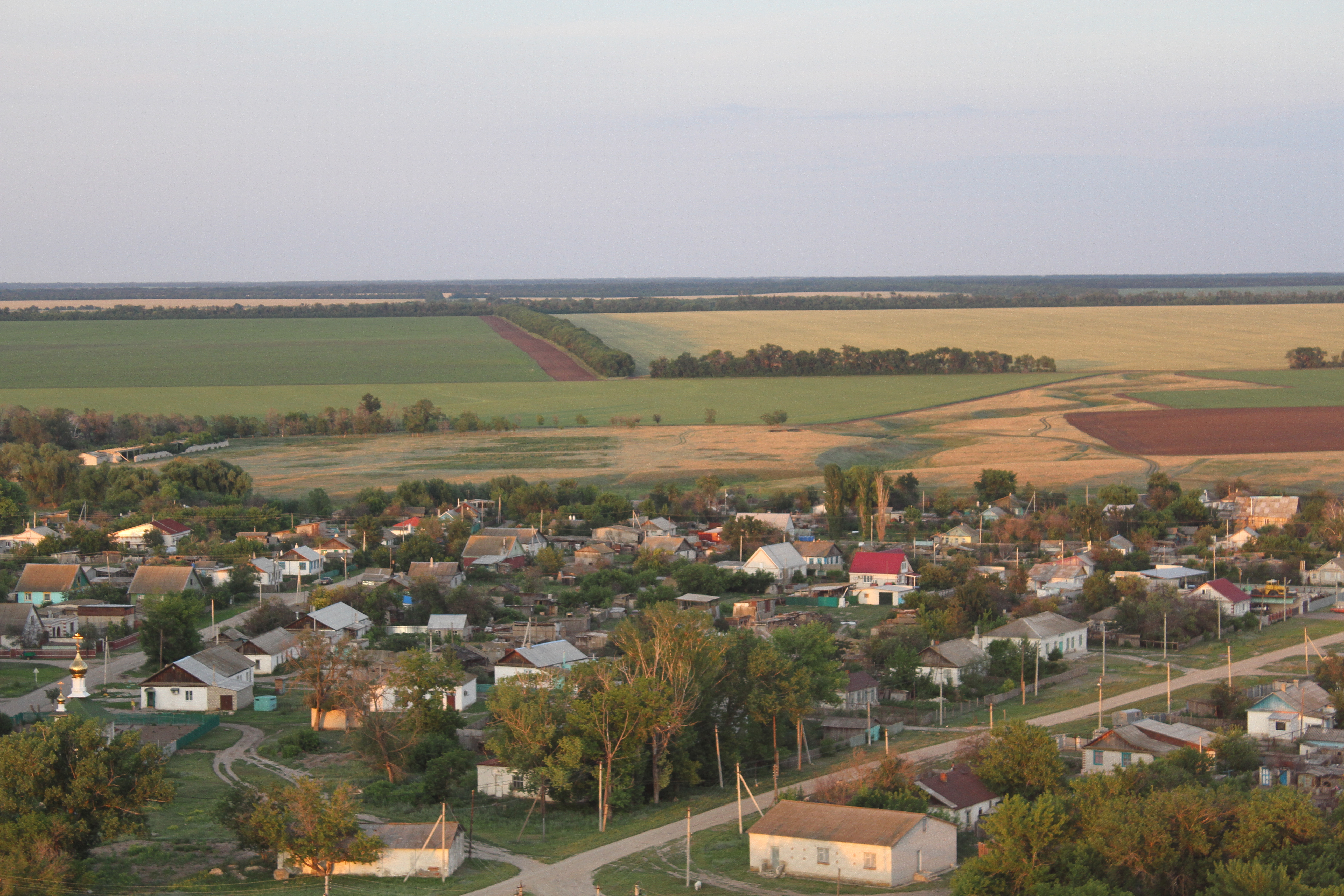
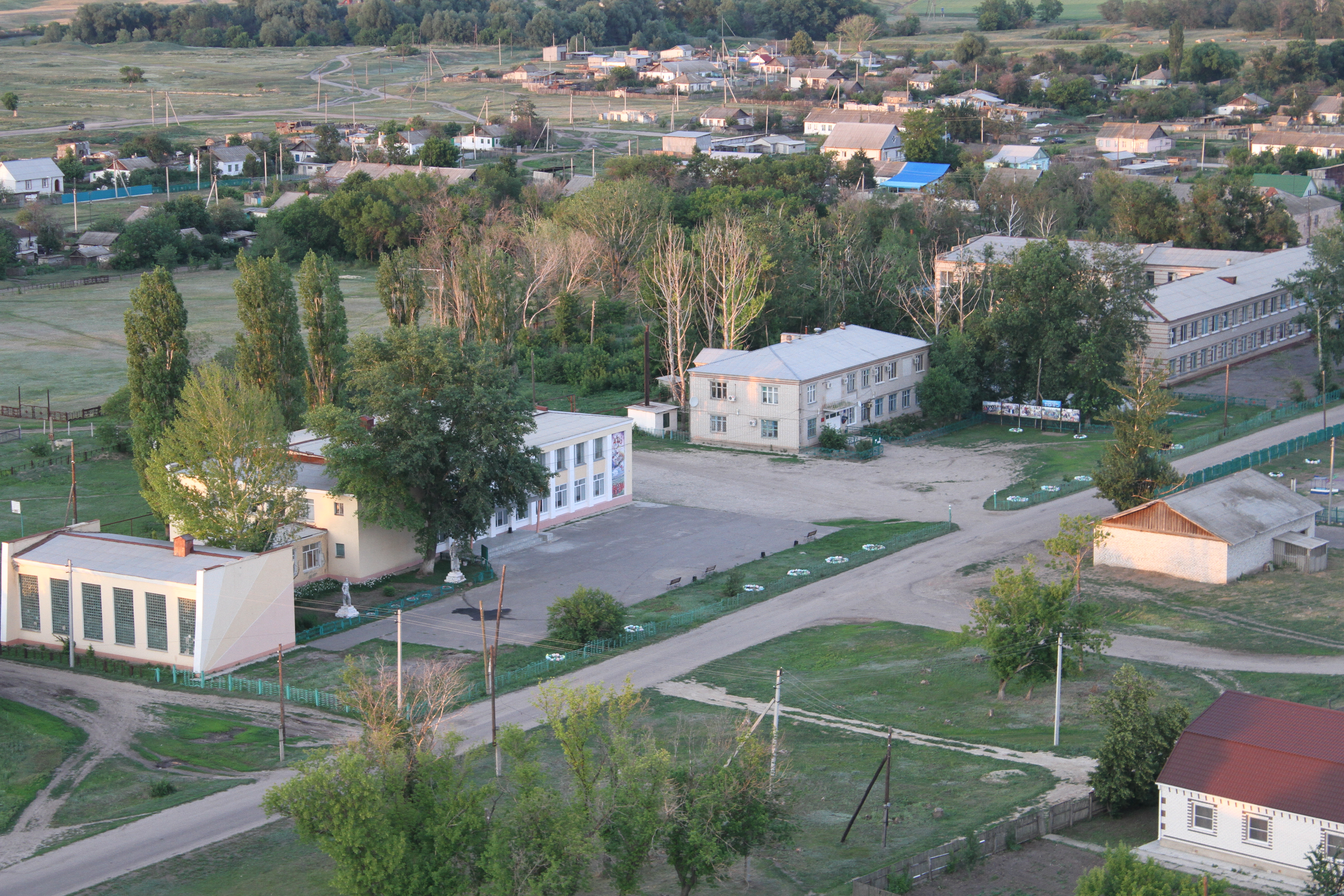